# Edice Muslimská literatura 20. století
Edice Muslimská literatura 20. století (srbochorvatsky/bosensky Muslimanska književnost XX vijeka) představuje reprezentativní soubor pětadvaceti muslimských (bosňáckých) autorů z Bosny a Hercegoviny. Roku 1991 ji vydalo prestižní sarajevské nakladatelství Svjetlost. Ve své době se jednalo o unikátní počin, který neměl obdoby. Editorem všech knih byl literární historik Enes Duraković (*1947), odpovědným redaktorem byl Alija Isaković. 
Roku 1995 na tento nakladatelský počin navázal spolek Preporod s edici Bosňácká literatura ve 100 svazcích (Bošnjačka književnost u 100 knjiga). 

## Seznam děl
- 01 Edhem Mulabdić: Zeleno busenje
- 02 Safvet-beg Bašagić: Pjesme i prepjevi
- 03 Musa Ćazim Ćatić: Pjesme i prepjevi
- 04 Abdurezak Hifzi Bjelevac: Minka
- 05 Hamza Humo: Pjesme; Grozdanin kikot
- 06 Ahmed Muradbegović: Haremska lirika; Haremske novele
- 07 Hasan Kikić: Provincija u pozadini
- 08 Alija Nametak: Trava zaboravka
- 09 Salih Alić: Pjesme
- 10 Zija Dizdarević: Prosanjane jeseni
- 11 Skender Kulenović: Pjesme; Ponornica
- 12 Meša Selimović: Derviš i smrt
- 13 Enver Čolaković: Legenda o Ali-paši
- 14 Ćamil Sijarić: Miris lišća orahova
- 15 Mak Dizdar: Kameni spavač
- 16 Derviš Sušić: Pobune
- 17 Alija Isaković: Taj čovjek; Pobuna materije
- 18 Husein Bašić: Tuđe gnijezdo
- 19 Muhamed Kondžić: Sužnji
- 20 Nedžad Ibrišimović: Ugursuz
- 21 Jasmina Musabegović: Skretnice
- 22 Abdulah Sidran: Sarajevska zbirka
- 23 Irfan Horozović: Talhe ili šedrvanski vrt
- 24 Džemaludin Alić: Demijurg
- 25 Dževad Karahasan: Istočni diwan